# ستيفن جيمس (لاعب كرة قدم)
ستيفن جيمس (بالإنجليزية: Stephen James)‏ (4 ديسمبر 1990 بهامرسميث في المملكة المتحدة - ) هو عارض ولاعب كرة قدم بريطاني في مركز الوسط. شارك مع منتخب اسكتلندا تحت 18 سنة لكرة القدم. أما مع النوادي، فقد لعب مع نادي برينتفورد ونيا سلاميس فاماغوستا وإيه أف سي ويمبلدون.

## وصلات خارجية
- ستيفن جيمس على موقع الاتحاد الإسكتلندي (الإنجليزية)